# (14401) Reikoyukawa
(14401) Reikoyukawa est un astéroïde de la ceinture principale.

## Description
(14401) Reikoyukawa est un astéroïde de la ceinture principale. Il fut découvert le 15 décembre 1990 à Kitami par Kin Endate et Kazuro Watanabe. Il présente une orbite caractérisée par un demi-grand axe de 2,62 UA, une excentricité de 0,19 et une inclinaison de 11,8° par rapport à l'écliptique.

## Compléments